# 小弓場保
小弓場 保（こゆば たもつ、1942年 - ）は、和歌山県出身の元アマチュア野球選手（投手）。

## 来歴・人物
橋本高校では1年次の1958年、エースとして秋季近畿大会県予選準決勝に進出するが、県和歌山商に惜敗。卒業後は1961年に大和証券へ入社し、藤本英雄監督の指導を受け、入社1年目に都市対抗初出場を果たす。3年目の1963年には都市対抗の準々決勝で富士製鐵室蘭の佐藤進と投げ合うが、10回裏0-1でサヨナラ負けを喫する。同大会の優秀選手に選出された。
1964年には大和証券野球部の解散に伴い日本生命に移籍し、1965年の都市対抗では電電近畿に補強され出場。4試合連続登板、4連勝で決勝に進み、住友金属を完封で降し優勝すると、同大会の橋戸賞を獲得。この時のチームメイトに井上弘昭、浜口春好らがいた。直後の全日本チーム中南米遠征に井上、浜口と共に参加し、同年のドラフトで中日ドラゴンズに7位指名されるが、これを拒否しチームに残留。
1969年の産業対抗では北海道拓殖銀行に補強され出場し、全5試合にリリーフとして活躍。決勝で日本石油を降して優勝し、最高殊勲選手賞を獲得したほか、同年の社会人ベストナインにも選出される。1972年の都市対抗で、大和証券在籍時も含めて10年連続出場の表彰を受けた。その後は1974年まで現役を続け、通算13回の出場を果たした。
現役引退後は日本生命監督に就任。